# I’m Alive (Céline-Dion-Lied)
I’m Alive (englisch für „Ich lebe“) ist ein Lied der kanadischen Sängerin Céline Dion. Der Song erschien am 25. März 2002 auf ihrem siebten englischsprachigen Studioalbum A New Day Has Come und wurde am 12. August 2002 als zweite Single aus diesem veröffentlicht. Zudem ist das Stück im Film Stuart Little 2 zu hören und auch auf dem zugehörigen Soundtrack enthalten.

## Inhalt
In I’m Alive singt Céline Dion aus der Perspektive des lyrischen Ichs über Liebe und Mutterschaft, die sie mit Leben erfüllen und fliegen lassen. Sie fühle sich einfach glücklich und freue sich auf die gemeinsame Zukunft mit Menschen, die sie lieben und brauchen.

“When you call on me

When I hear you breathe

I get wings to fly

I feel that I’m alive”

## Produktion
Das Lied wurde von dem schwedischen Musikproduzenten Kristian Lundin produziert, der neben Andreas Carlsson auch als Autor fungierte.

## Musikvideo
Bei dem zu I’m Alive im Mai 2002 gedrehten Musikvideo führte Dave Meyers Regie. Es feierte im Juni 2002 Premiere und verzeichnet auf YouTube über 481 Millionen Aufrufe (Stand: April 2024). Das Video zeigt zu Beginn einen Jungen, der ein Spielzeugflugzeug aus dem Fenster seines Kinderzimmers fliegen lässt. Daraufhin wird in das Innere des Flugzeugs gefilmt, wo Céline Dion im Kleid auf einem Zahnrad steht und den Song singt, während sie durch die Stadt und durch Parks fliegt. Das Flugzeug fliegt nah an den Leuten im Park vorbei, die ausweichen und in Deckung gehen. Anschließend fliegt es mehrmals steil in den Himmel und vollführt waghalsige Manöver und Drehungen. Am Ende landet es auf dem Dach eines Hochhauses, auf dem Céline Dion und der Junge mit zahlreichen weiteren Menschen feiern.

## Single

### Covergestaltung
Das Singlecover zeigt Céline Dion, die in Rosa gekleidet ist und den Betrachter anlächelt, während sie ihren Kopf mit einer Hand abstützt. Links im Bild befinden sich die weißen Schriftzüge Celine Dion  und I’m Alive. Der Hintergrund ist grün-gelblich und weiß gehalten.

### Chartplatzierungen
I’m Alive stieg am 26. August 2002 auf Platz vier in die deutschen Singlecharts ein, auf dem es sich fünf Wochen lang halten konnte. Insgesamt hielt sich der Song 19 Wochen in den Top 100, davon neun Wochen in den Top 10. Weitere Top-10-Platzierungen gelangen unter anderem in Belgien, Österreich, Schweden, der Schweiz, Frankreich und Dänemark. In den deutschen Single-Jahrescharts 2002 erreichte das Lied Rang 22.
| ChartsChartplatzierungen     | Höchstplatzierung | Wochen |
| ---------------------------- | ----------------- | ------ |
| Deutschland (GfK)            | 4 (19 Wo.)        | 19     |
| Frankreich (SNEP)            | 7 (29 Wo.)        | 29     |
| Kanada (MC)                  | 21 (1 Wo.)        | 1      |
| Österreich (Ö3)              | 5 (22 Wo.)        | 22     |
| Schweiz (IFPI)               | 7 (26 Wo.)        | 26     |
| Vereinigtes Königreich (OCC) | 17 (6 Wo.)        | 6      |

| ChartsJahrescharts (2002) | Platzierung |
| ------------------------- | ----------- |
| Deutschland (GfK)         | 22          |
| Frankreich (SNEP)         | 39          |
| Österreich (Ö3)           | 38          |
| Schweiz (IFPI)            | 41          |

### Auszeichnungen für Musikverkäufe
I’m Alive erhielt im Jahr 2023 in Deutschland für mehr als 250.000 verkaufte Einheiten eine Goldene Schallplatte. Im Vereinigten Königreich wurde es 2024 für über 600.000 Verkäufe mit einer Platin-Schallplatte ausgezeichnet.
| Land/Region                  | Auszeichnungen für Musikverkäufe (Land/Region, Auszeichnung, Verkäufe) | Verkäufe  |
| ---------------------------- | ---------------------------------------------------------------------- | --------- |
| Belgien (BRMA)               | Platin                                                                 | 50.000    |
| Dänemark (IFPI)              | Gold                                                                   | 45.000    |
| Deutschland (BVMI)           | Gold                                                                   | 250.000   |
| Frankreich (SNEP)            | Gold                                                                   | 250.000   |
| Kanada (MC)                  | 2× Platin                                                              | 160.000   |
| Neuseeland (RMNZ)            | Gold                                                                   | 15.000    |
| Vereinigtes Königreich (BPI) | Platin                                                                 | 600.000   |
| Insgesamt                    | 4× Gold · 4× Platin ·                                                  | 1.370.000 |

Hauptartikel: Céline Dion/Auszeichnungen für Musikverkäufe